# Jacob Julius Ahlberg
Jacob Julius Fredrik Ahlberg, född 26 november 1805 i Västra Tunhems socken, död 7 november 1899 i Sunnersbergs socken, var en svensk borgmästare och målare.
Han var far till Jacob Gideon Ahlberg. Han var borgmästare i Skara 1837–1847. Som konstnär var han autodidakt och inledde sin målarkarriär på äldre dagar, men 1892 drabbades han av en ögonsjukdom som ledde till total blindhet. Hans konst består huvudsakligen av mariner utförda i akvarell.
Ahlberg är representerad vid bland annat Nationalmuseum och Västergötlands museum.